# Junlian
Junlian, tidigare stavat Künlien, är ett härad som lyder under Yibins stad på prefekturnivå i Sichuan-provinsen i sydvästra Kina.